# Ardent (Schiff, 1930)
HMS Ardent (H41) war ein Zerstörer der A-Klasse der britischen Royal Navy, der auch im Zweiten Weltkrieg eingesetzt wurde. Der Zerstörer wurde mit den Battle Honours „Atlantic 1940“, „Norway 1940“ und „Scharnhorst action 1940“ ausgezeichnet. Bei der Verteidigung des Flugzeugträgers Glorious wurde die Ardent zusammen mit dem Schwesterschiff Acasta am 8. Juni 1940 von den deutschen Schlachtschiffen Scharnhorst und Gneisenau versenkt.

## Geschichte des Schiffes
Das Schiff lief am 26. Juni 1929 als Teil der ersten Zerstörerklasse der Royal Navy, die nach Ende des Ersten Weltkriegs gebaut wurde, bei Scotts in Greenock vom Stapel. Die Erfahrungen mit zwei vorher gebauten Prototypen (Ambuscade und Amazon) flossen in die Planung und den Bau ein. Der Neubau war das siebte Schiff der Royal Navy, das den Namen Ardent führte. Zuletzt hatte ein 1913 bei Denny gebauter Zerstörer der Acasta-Klasse den Namen geführt, der am 1. Juni 1916 in der Skagerrakschlacht vom deutschen Linienschiff Westfalen versenkt worden war.
In Dienst gestellt wurde der neue Zerstörer am 14. April 1930.
Ardent bildete zunächst gemeinsam mit ihren Schwesterschiffen die 3. Zerstörerflottille, die der Mittelmeerflotte zugeordnet war. Nach dem Ausbruch des Spanischen Bürgerkriegs diente die Ardent ab September 1936 mit der Flottille im westlichen Mittelmeer, um britische Interessen zu schützen und Waffenlieferungen an die Kriegsparteien zu unterbinden. Zuletzt war das Schiff in Barcelona stationiert. 1937 wurden dann die Zerstörer der A-Klasse durch die neuen Zerstörer der I-Klasse abgelöst. 
Die Ardent kehrte in die Heimat zurück und wurde am 14. März 1937 außer Dienst gestellt, um in Sheerness grundüberholt zu werden. Dabei erhielt der Zerstörer ein ASDIC-Gerät zu Aufspüren von Unterseebooten. Nach Abschluss der Arbeiten wurde die Ardent Ende April 1938 der lokalen Einsatzflottille in Plymouth als Trainings- und Alarmzerstörer zugeteilt.

### Kriegseinsätze
Bei Kriegsbeginn wurde das Schiff bei der neugebildeten 18. Zerstörer-Flottille im Ärmelkanal eingesetzt. Zu den Aufgaben gehörte die Sicherung von Geleitzügen in diesem Bereich, wozu insbesondere auch die Truppentransporte nach Frankreich zu rechnen waren.
Im April 1940 wurde der Zerstörer dann bei der versuchten Abwehr der deutschen Landung in Norwegen (Unternehmen Weserübung) zur Deckung von Schiffen der Home Fleet eingesetzt. Als Nordnorwegen wegen der anlaufenden deutschen Offensive an der Westfront geräumt wurde (Operation Alphabet), sollte er zusammen mit Acasta den Flugzeugträger Glorious nach Scapa Flow zurückgeleiten, der Landflugzeuge an Bord genommen hatte, die zuvor in Norwegen stationiert gewesen waren.
Am 8. Juni 1940 wurde der Verband von den deutschen Schlachtschiffen Scharnhorst und Gneisenau trotz guter Sichtverhältnisse westlich der Lofoten überrascht und nach zweistündigem Gefecht versenkt (Unternehmen Juno). 
Dabei verteidigten beide Zerstörer den Flugzeugträger unter vollem Einsatz, jedoch letztlich erfolglos, durch Torpedoangriffe und das Legen von Rauchwänden. Die Ardent wurde als erstes der Schiffe auf der Position 68° 45′ N, 4° 30′ O versenkt, als sie versuchte, dem Flugzeugträger das Entkommen zu ermöglichen. Dabei verloren 152 Mann der Besatzung ihr Leben. Von der Besatzung des Zerstörers wurde aufgrund von Kommunikationsproblemen zwischen den britischen Schiffen nur zwei Überlebende Tage nach der Versenkung durch ein deutsches Seeflugzeug gerettet, von denen einer noch nach kurzer Zeit verstarb.